# Joachim Drevs
Joachim Drevs (* 16. August 1966 in Konstanz) ist ein deutscher Facharzt für Innere Medizin mit den Schwerpunkten Hämatologie und Onkologie, sowie Hochschullehrer an der Universitätsklinik Freiburg und ehemaliger Leiter des Gesundheitszentrums an der Universitätsklinik Tübingen.

## Leben
Drevs begann 1987 das Studium der Humanmedizin an der Georg-August-Universität Göttingen. Dort legte er 1994 sein Staatsexamen ab und wurde im selben Jahr bei Clemens Unger promoviert; die Approbation erhielt er im März 1995. Es folgten Anstellungen im Ausland an der Stiftung Klinik Bircher, Schweiz, am Mount Sinai Hospital in New York und an der Klinik der Sefako Makgatho Health Sciences University, Südafrika, immer mit dem Schwerpunkt auf Onkologie. Im Jahr 2005 erfolgte die Habilitation an der Universitätsklinik Freiburg, 2009 die Ernennung zum Außerplanmäßigen Professor ebenda. Drevs leitet heute eine Praxisklinik für Integrative Onkologie bei Braunschweig mit Niederlassung auf Mallorca.

## Klinische Schwerpunkte
In Tübingen baute Drevs eines der ersten universitären Gesundheitszentren in Deutschland auf, indem Krankheitsbehandlung und Gesundheitsförderung gemeinsam angeboten bzw. praktiziert werden. Sein Schwerpunkt war die Umsetzung neuer innovativer Therapieansätze aus der Forschung von Krebserkrankungen die klinische Anwendung.

## Forschung
Drevs forschte zum Thema Angiogenese und war dabei an der Entstehung einer neuen Gruppe von Medikamenten zur Behandlung von Tumorpatienten beteiligt, der Molecular Targeted Therapy. Es erfolgen Forschungsprojekte u. a. mit James F. Holland, Gerd Nagel, Hubert Blum.

## Akademische Aufgaben auf nationaler und Universitätsebene
- Ethik Zentrum der Universität Zürich, Mitglied bis 1996
- Arbeitsgemeinschaft Internistischer Onkologen (AIO), Arbeitsgruppen »Translationale Forschung«,»Wirkstoffentwicklung«, »Onkologische Rehabilitation«

## Mitgliedschaften in wissenschaftlichen Vereinigungen
- Deutsche Krebsgesellschaft
- Deutsche Gesellschaft für Innere Medizin
- American Association for Cancer Research
- American Society of Clinical Oncology (ASCO)
- AERES (Komitee des Französ. Gesundheitsministeriums)